# Иван Царевич и Серый Волк 6
«Ива́н Царе́вич и Се́рый Волк 6» — российский полнометражный приключенческий мультфильм. Шестой мультфильм во франшизе «Иван Царевич и Серый Волк» и сиквел к фильму «Иван Царевич и Серый Волк 5» (2022). В конце 2023-го создатели объявили о старте работы над шестой картиной. За продакшн также отвечала кинокомпания СТВ. Как и в предыдущих мультфильмах сказочной франшизы, Иван вновь говорит голосом известного актера Никиты Ефремова, а волка озвучил Александр Боярский.
Выход «Ивана Царевича и Серого Волка 6» в прокат в России состоялся 26 декабря 2024 года. До этого пред показ состоялся в Москве в кинотеатре «КАРО 11 Октябрь» в преддверии праздника..

## Сюжет
В начале мультфильма как обычно собирается государственный совет, как вдруг царь объявляет о своем решение куда-то поехать, причем взять с собой только Кота, аргументируя, что иначе некому будет собирать урожай. Василиса обижается, и Царю приходится признаться, что речь идет не о увеселительном путешествии, а о выставке "Экспо", где сказочные царства показывают свои достижения в сфере волшебства. Каждое царство должно представить свое "чудо", после чего объявляется победитель выставки. После недолгих препирательств решено было, что поедут все-таки все, в том числе и Фрол, суровый молчаливый мужик с топором. Что касается урожая, то, как сказал Волк, "нечего собирать, раз ничего не посадили, а мы ничего и не сажали".
Царь везет на выставку свое личное "чудо", которое держит в секрете, однако приказывает всем пригототовить еще по одному "чуду", в дополнение к главному. Иван придумывает средство автоматического открывания зонтика при помощи большого пальца ноги, но поскольку он ради этого "чуда" портит туфлю Василисы, что вызывает ее негодование, от изобретения приходится отказаться. Кот придумывает столик-предсказатель, который может отвечать на любые вопросы, но из-за технических сложностей тот еще в стадии доработки. В итоге все надеются на "чудо" царя, не сомневаясь, что оно принесет им успех. На выставке герои знакомятся с загадочным Алу-ибн-Сина, который исполняет желания каждого - для этого надо трижды постучать по кувшину, который висит на шее его осла. Иван, вспомнив про свою прежнюю профессию пожарного, проверяет систему пожаротушения выставки, и случайно устраивает потоп. Надеясь произвести впечатление на Василису, Алу упредлагает ей загадать, чтобы вся вода исчезла. Та про себя загадывает желание не только убрать воду, но и обзавестись таким же кувшином.
Между тем приходит очередь царя показывать "чудо", но в самый ответственный момент выясняется, что "чудо" - говорящая щука из третьего мультфильма, исполняющая желания - исчезла. Тогда герои показывают столик Кота, но поскольку тот еще в стадии доработки, Волку приходится самому отвечать на вопросы, спрятавшись под ним. Выясняется, что щуку в ванной спрятал Феропонт, так как та почувствовала что-то тревожное. На ночь герои оставляют охранять щуку Фрола, но Алу, воспользовавшись слабостью мокнущего под дождем "охранника", деликатно удаляет его. Алу и его осел ловят щуку, и оказывается, что осел - это джинн, который исполняет желание при помощи своего кувшина, а Алу - его раб. Джин надеется при помощи щуки обрести свободу, но не знает заклинание "По щучьему велению, по моему хотению", которое щука отказывается ему сообщать Злодеи удаляются, подменив волшебную щуку обычной, но Иван и Волк тут же обнаруживают подмену. Тем не менее, они решают показывать щуку, надеясь поймать Алу прямо на выставке, куда тот придет, чтобы услышать заклинание. 
В суматохе, вызванной экзотической говорящей зеброй, мечтающей, чтобы ее полоски были скрещенными, и приставшей с этим желанием к царю, герои гонятся за злодеями, но внезапно Иван и Волк оказываются в голове у царя, в буквальном смысле - в бесконечности мыслей и воображения. Там они находят главный государственный секрет  - рецепт любимого царем варенья из белой черешни, и самого царя во младенчестве. Между тем Кот доделывает свой столик, и остальные узнают правду, что имеют дело с джинном, и что загадка кроется в бесконечности. Василиса расписывает формулу бесконечности, намереваясь разделить ее на ноль; царь, задумавшись о своем, вспоминает про зебру, и в его мыслях появляются две прямые параллельные линии. Иван и Волк решают скрестить их, надеясь таким образом найти выход. Это срабатывает, и герои оказываются на воле. Однако джинн, влюбившийся в Василису, похищает ее, и намеревается на ней жениться, мало того - он поменялся телами с Алу, а также при помощи щуки обрел долгожданную свободу и могущество (чуть ранее необходимое заклинание ему подсказал запуганный угрозами Феропонт). Свой же кувшин он уничтожил, чтобы никто больше не сделал его рабом. Иван предлагает дуэль за руку Василисы, победитель станет ее мужем. 
На дуэли Иван предлагает джинну сыграть в шашки, однако в игре под названием "Чапаев" он точными ударами своих шашек выбивает шашки противника с доски, и одерживает победу. Отбросив притворство, джинн увеличивается в размерах, намереваясь показать свое злобное могущество, но Василиса, которая перед этим втайне от всех загадала желанием обзавестись точно таким же кувшином, который был у джинна, использует его, чтобы снова загнать джинна туда. ТриДевятое единогласно объвляется самым чудным царством на свете, дальнейшая выставка проходит успешно, Иван при помощи Василисы все-таки представляет свое изобретение по автоматическому открыванию зонтика, а царь с щукой исполняют желания присутствующих. Все счастливы и довольны, кроме зебры, которой не понравились ее теперь уже скрещенные полоски, и она просит вернуть все, как было. 

## Роли озвучивали
- Никита Ефремов — Иван Царевич
- Александр Боярский — Серый Волк
- Максим Сергеев — Царь-батюшка
- Михаил Боярский — Кот
- Татьяна Бунина — Василиса
- Олег Куликович — Алу Ибн Сина / профессор (в эпизоде со столиком)
- Дмитрий Высоцкий — Ферапонт
- Анатолий Рычагов — Джинн
- Константин Бронзит — Щука
- Мария Цветкова — тётя Дуня / мама Гоши / Зебра (последняя реплика)
- Алиса Боярская — Зебра
- Артём Филин — мальчик Гоша
- Александр Демич — Царь в детстве
- Константин Феоктистов — рыжий мужчина в очках
- Анатолий Петров — седой мужчина (в эпизоде со столиком)

## Производство
Мультфильм является проектом анимационной студии «Мельница», которая ранее выпустила такие популярные ленты, как «Карлик Нос», «Про Федота-стрельца, удалого молодца», «Добрыня Никитич и Змей Горынич», «Алеша Попович и Тугарин Змей», «Илья Муромец и Соловей-Разбойник».
Режиссёром выступил Константин Феоктистов, присоединившийся к франшизе с четвёртым мультфильмом серии. Вместе с ним за режиссуру отвечала художник-мультипликатор и сценарист Дарина Шмидт. В её послужном списке такие мультфильмы, как «Лунтик. Возвращение домой», «Три кота», «Конь Юлий и большие скачки», «Урфин Джюс и его деревянные солдаты», «Смешарики» и другое.
Сценарий подготовили Александр Боярский и Александра Шоха, которые уже не первый год сотрудничают с проектом, ранее они написали скрипт к мультфильму «Три богатыря и Пуп Земли».
26 марта 2024 года вышел анонс мультфильма.
18 сентября 2024 года вышел первый тизер мультфильма.
11 декабря 2024 года вышел трейлер мультфильма.

## Сборы
В первый уиэ-кэнд проката мультфильм «Иван Царевич и Серый Волк 6» собрал 27 миллионов рублей. За январь 2025 года мультфильм собрал 302 миллионов рублей. К концу февраля того же года мультфильм заработал почти 451 миллион рублей.